# Угольная (река, впадает в Энгельгардт)
У́гольная — река в Таймырском Долгано-Ненецком районе Красноярского края России.

## Общие сведения
Берёт начало в горах Бырранга к западу от Нижней Таймыры на высоте более 191 м над уровнем моря. В верховьях течёт в южном направлении. После того, как принимает в себя ручей Весёлый, направление меняется на восточное. В точке с координатами 74°44′15″ с. ш. 98°09′56″ в. д. впадает первый значительный приток — река Янтарная, а в 10 км ниже по теченью — река Крестинная. После впадения ручья Каменистого русло вновь поворачивает на север. Ниже, при впадении реки Чистой, течение меняется на северо-восточное, а после впадения Галечной — на восточное. Впадает в озеро Энгельгардт на высоте 4 м над уровнем моря. Длина реки составляет 144 км. Площадь водосборного бассейна — 2840 км².

## Характеристики
- При впадении реки Янтарной Угольная имеет ширину 37 метров, глубину 0,5 м, твёрдый грунт дна[5].
- При впадении реки Гористой Угольная имеет ширину 90 метров, глубину 0,6 м, твёрдый грунт дна[5].
- В среднем течении скорость реки составляет 0,4-0,5 м/с[5].
- У устья река имеет ширину в 100 метров, глубину 0,6 м, песчаный грунт дна[6].